# Catona
A Catona egy olaszországi folyó. Az Aspromonte-hegységben ered, átszeli Reggio Calabria megyét, majd Reggio Calabria városát átszelve a Messinai-szorosba ömlik. Róla nevezték el a város egyik negyedét is. Nyáron gyakran kiszárad, télen viszont a nagy mennyiségű lehulló csapadéknak köszönhetően bővizű.